# Brevitrygon javaensis
Brevitrygon javaensis is een vissensoort uit de familie van de pijlstaartroggen (Dasyatidae). De wetenschappelijke naam van de soort is voor het eerst geldig gepubliceerd in 2013 door Last & White.